# ایرینا مارچنکوف
ایرینا مارچنکوف (ارمنی: Իրինա Մարչենկո زاده ۴ سپتامبر ۱۹۳۴) یک بازیگر اهل ارمنستان است. وی از سال میلادی تاکنون مشغول فعالیت بوده است.

## زندگی‌نامه
وی در ۴ سپتامبر ۱۹۳۴ در لنینگراد به دنیا آمد و از دانشگاه دولتی ایروان فارغ‌التحصیل شد. وی همچنین برندهٔ جوایزی همچون هنرمند افتخاری جمهوری ارمنستان (۲۰۰۴) و هنرمند مردمی جمهوری ارمنستان (۲۰۰۸) شده است.

## بخشی از فیلمشناسی
از فیلم‌ها یا برنامه‌های تلویزیونی که وی در آن نقش داشته است می‌توان به آثار زیر اشاره کرد.
- ترانه ایام گذشته (۱۹۸۲)